# Колосов, Василий Васильевич
Васи́лий Васи́льевич Ко́лосов (1905, Большая Верейка, Рамонский район — 26 ноября 1943, Запорожская область) — красноармеец Рабоче-крестьянской Красной Армии, участник Великой Отечественной войны, Герой Советского Союза (1944).

## Биография
Василий Колосов родился в 1905 году в селе Большая Верейка (ныне — Рамонский район Воронежской области). Русский. Получил начальное образование, после чего работал в колхозе. В 1941 году Колосов был призван на службу в Рабоче-крестьянскую Красную Армию. С июля того же года — на фронтах Великой Отечественной войны. К ноябрю 1943 года красноармеец Василий Колосов был сапёром 181-го отдельного моторизованного инженерного батальона 6-й армии 3-го Украинского фронта. Отличился во время битвы за Днепр.
В ночь с 25 на [26 ноября] 1943 года Колосов участвовал в переправе советских частей и боеприпасов через Днепр в районе Запорожья, переправив за ночь в общей сложности около 100 бойцов и командиров, а также около 20 ящиков боеприпасов. 26 ноября 1943 года он погиб во время переправы. Похоронен на левом берегу Днепра в районе посёлка Кушугум Запорожского района Запорожской области Украины.
Указом Президиума Верховного Совета СССР от 22 февраля 1944 года красноармеец Василий Колосов посмертно был удостоен высокого звания Героя Советского Союза. Также был награждён орденом Ленина и медалью.